# Marcel Michel (homme politique)
Pour les articles homonymes, voir Marcel Michel.
Jean Marcelin Michel, dit Marcel Michel est un homme politique français, né le 2 septembre 1872 à La Bachellerie (Dordogne) et décédé le 16 juillet 1949 à Pessac (Gironde). Conseiller général de la Dordogne et maire de La Bachellerie, il fut sénateur de la Dordogne de 1928 à 1945.

## Sources
- « Marcel Michel (homme politique) », dans le Dictionnaire des parlementaires français (1889-1940), sous la direction de Jean Jolly, PUF, 1960 [détail de l’édition]